# Basilica del Redentore
La basilica del Redentore, anche nota come chiesa votiva del Santissimo Redentore o più semplicemente come il Redentore, è un importante edificio religioso di Venezia progettato dall'architetto Andrea Palladio nel 1577 sull'isola della Giudecca.
All'interno sono presenti opere di Tintoretto, Paolo Veronese, Jacopo Palma il Giovane, Francesco Bassano, Alvise Vivarini e Pietro Della Vecchia.
È tradizionalmente il fulcro della grande festa del Redentore, celebrata la terza domenica di luglio a memoria del pericolo scampato dell'epidemia di peste che colpì la città nel 1575.

## Storia

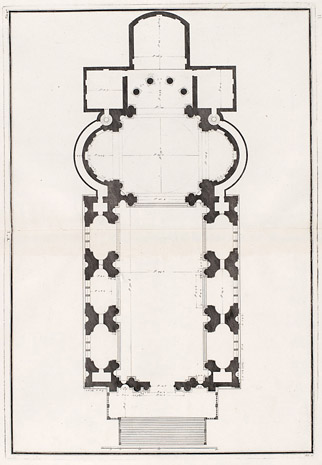
Pianta della chiesa (Ottavio Bertotti Scamozzi, 1783)

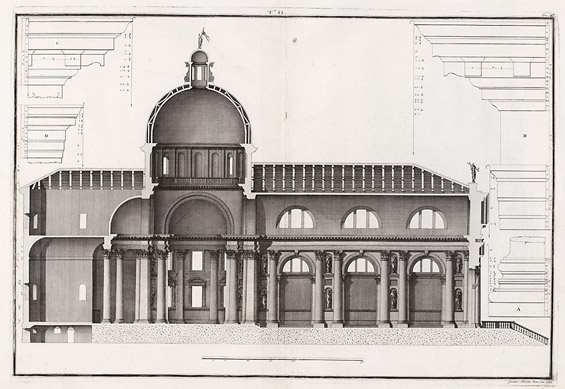
Sezione longitudinale (Ottavio Bertotti Scamozzi, 1783)

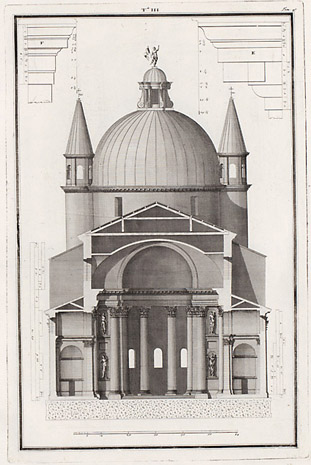
Sezione trasversale (Ottavio Bertotti Scamozzi, 1783)

Nell'estate del 1576 scoppia a Venezia una terribile epidemia di peste che in due anni provocherà 50 000 morti, quasi un veneziano su tre. Nel settembre del 1576, quando il male sembra invincibile dagli sforzi umani, il Senato chiede l'aiuto divino facendo voto di realizzare una nuova chiesa intitolata al Redentore. Scegliendo rapidamente fra diverse opzioni circa forma, localizzazione e progettista cui affidare la costruzione, nel maggio del 1577 si pone la prima pietra del progetto di Andrea Palladio, che dal 1570 era il Proto della Serenissima (architetto capo della Repubblica di Venezia). Il 20 luglio successivo si festeggia la fine della peste con una processione che raggiunge la chiesa attraverso un ponte di barche, dando inizio a una tradizione che dura ancora oggi.
La chiesa è destinata ai padri cappuccini, che ne determinano sia l'impianto planimetrico secondo il modello dei Francescani osservanti (di cui i Cappuccini costituiscono una filiazione) sia la scelta, in ossequio alla loro Regola di povertà, di rifuggire l'uso di marmi e di materiali pregiati, preferendo mattoni e cotto anche per la realizzazione dei bellissimi capitelli all'interno della chiesa, ricoperti di stucco marmorino a imitazione perfetta del marmo. Nel rispetto della griglia funzionale dei cappuccini, per la definizione della planimetria Palladio riflette a fondo sulle strutture termali antiche (in un rilievo delle terme di Agrippa è possibile ritrovare molti degli elementi che caratterizzano la pianta) come fonte delle sequenze di spazi che si susseguono armonicamente una dopo l'altra.
La pianta deriva infatti dall'armonica composizione di quattro cellule spaziali perfettamente definite e diverse fra loro: il rettangolo della navata, le cappelle laterali che riprendono la forma a nartece, la cella tricora composta dalle due absidi e dal filtro di colonne curve, il coro. Una volta definite con precisione tali figure, Palladio studia soluzioni raffinate per accompagnare il passaggio dell'una dentro l'altra, ricercando un'armonica fusione del tutto. La trabeazione dell'ordine maggiore, ad esempio, fascia tutto il perimetro interno della chiesa senza mai risaltare in corrispondenza dei sostegni, ed è particolarmente efficace il taglio in diagonale dei pilastri della cupola. Il risultato è frutto di una consumata capacità compositiva e di una particolare sensibilità per gli effetti scenografici.

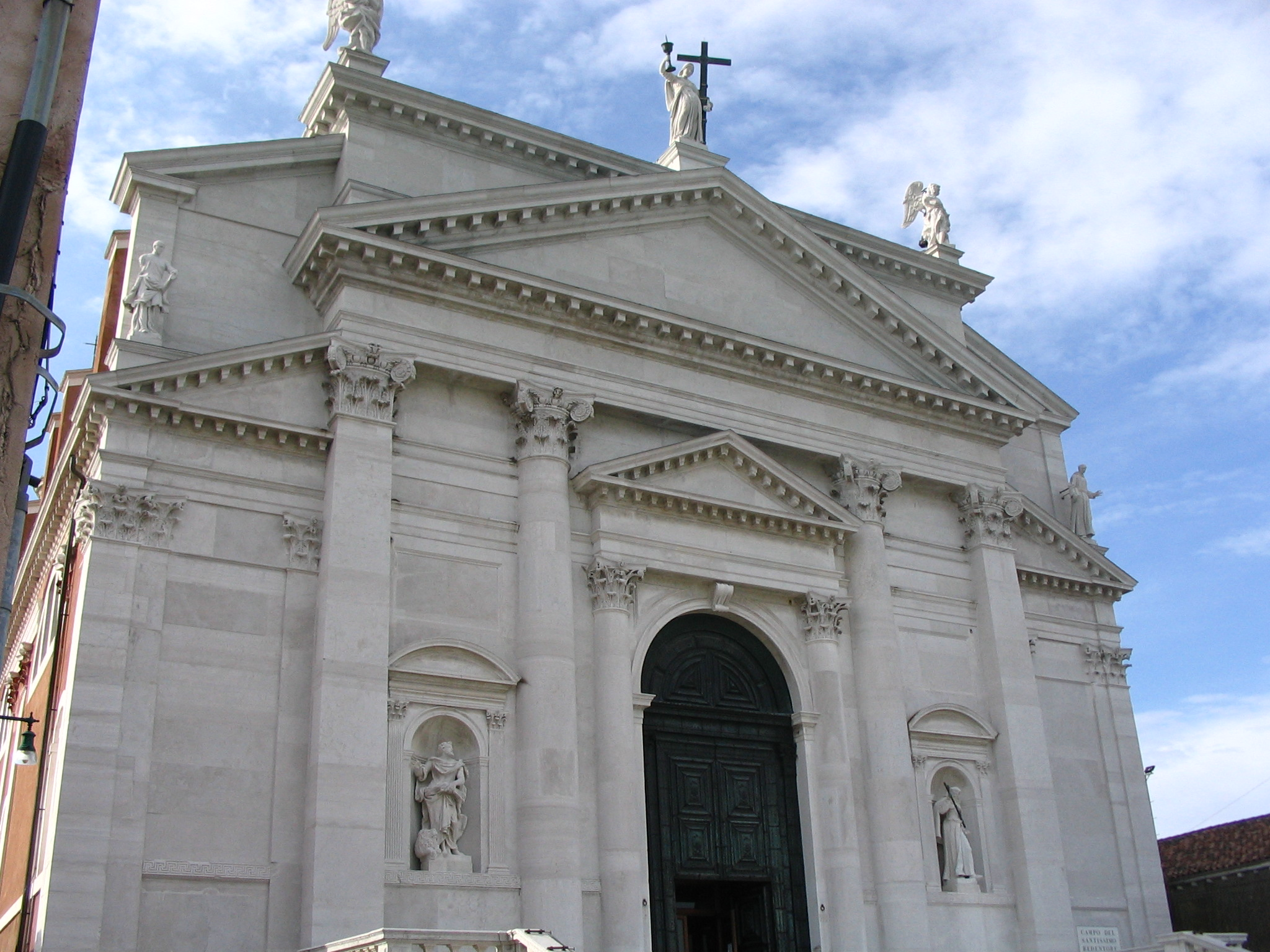
La facciata

La facciata del Redentore costituisce l'esito più maturo delle riflessioni palladiane sui fronti di chiesa a ordini intersecati, a partire da San Francesco della Vigna. Questo genere di facciate prende origine da riflessioni sulla basilica di Fano vitruviana sin da Bramante all'inizio del secolo. Nel caso specifico del Redentore, Palladio “monta” più soluzioni antiche, presenti per altro anche nei suoi Quattro libri dell'architettura (1570), come il tempio della Pace di Roma o il Tempio del Sole e della Luna (che sorgeva presso l'Arco di Tito). 
Il progetto di Palladio (morto nel 1580) fu portato a termine dal proto Antonio da Ponte nel 1592, con pochi rimaneggiamenti nei secoli successivi. 
La chiesa è sempre stata amministrata dai frati cappuccini e fa parte dell'associazione Chorus Venezia.

## Descrizione

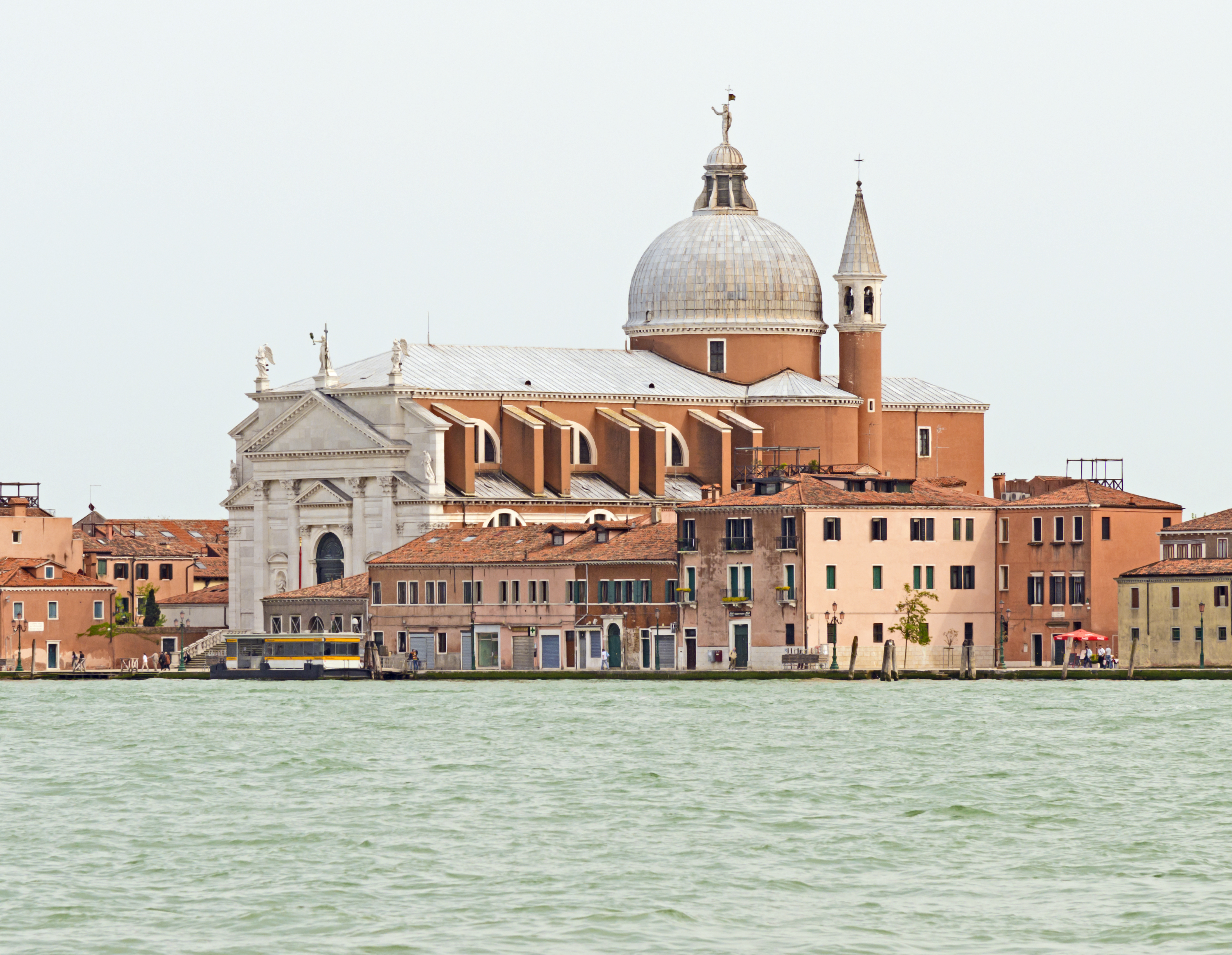
La chiesa vista dall'acqua

L'interno è a navata unica, con imponenti e decorate cappelle laterali. Grande importanza ha la luce, come in tutte le opere palladiane, vera protagonista dell'interno, che valorizza volumi e decorazioni.
L'edificio ha pianta rettangolare, con un singolare quanto splendido transetto costituito da tre absidi comunicanti con la grande cupola centrale. Dall'intersecazione di essi partono due sottili campanili cilindrici, con tetto a cono, simili a minareti.

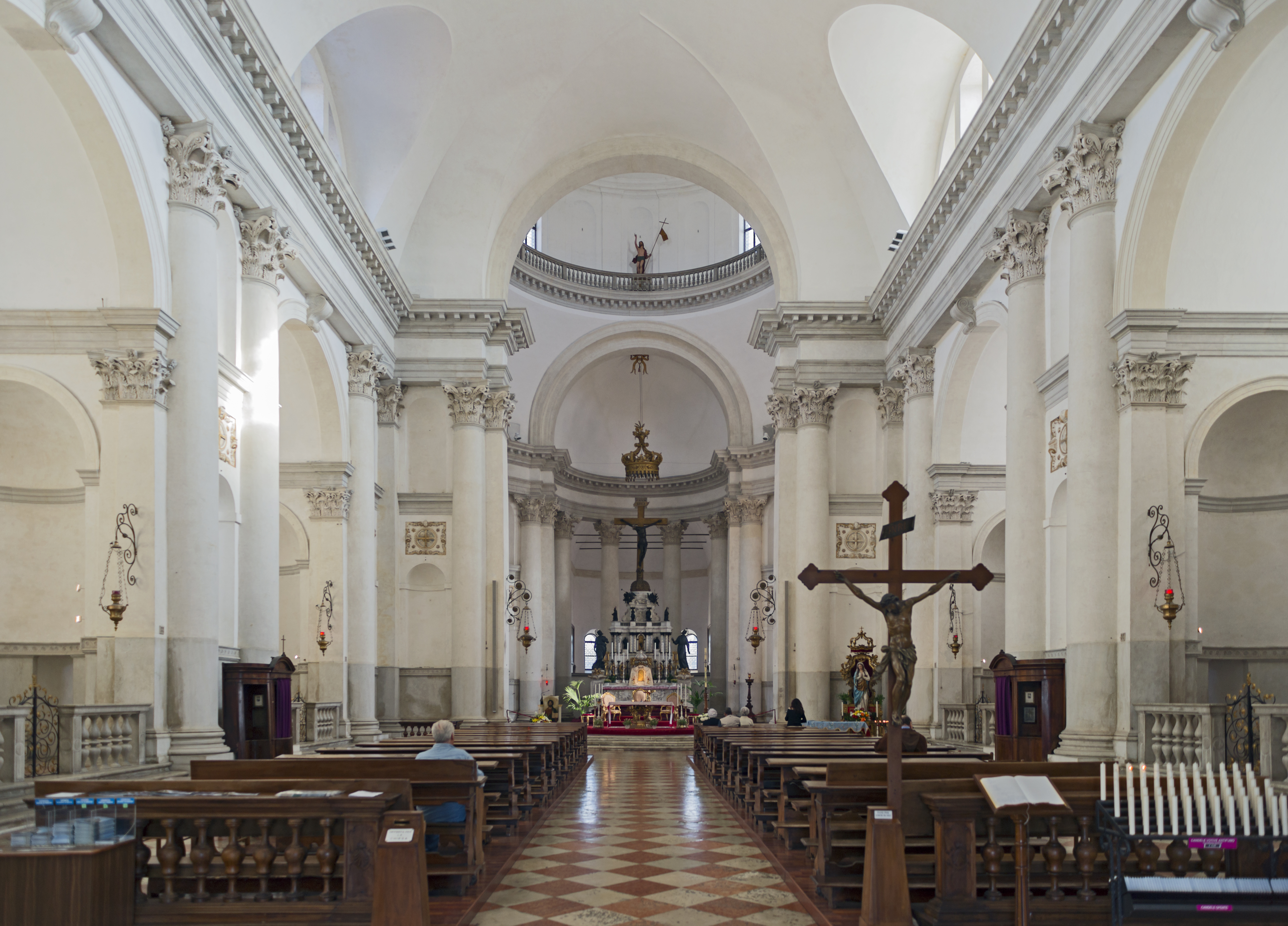
Interno

La facciata in marmo bianco è uno dei più mirabili esempi di ispirazione classica che tanto resero famoso il Palladio: quattro timpani triangolari e un attico rettangolare si intersecano tra loro, in un contrapporsi di superfici lisce, di lesene e di lunette con statue, ostentando stabilità e rigore classico.
Un grandioso portale del 1688 è sovrastato da un timpano sostenuto da due altre semicolonne. Negli intercolumni sono presenti due statue del fiammingo Giusto Le Court raffiguranti l'evangelista san Marco e san Francesco d'Assisi. Poco sopra altre due statue rappresentano san Lorenzo Giustiniani e sant'Antonio da Padova. Ancora altre tre statue sono poste sopra il timpano superiore e raffigurano la Fede e due angeli.
Entrando si notano due belle acquasantiere circolari in marmo sulle quali sono collocate due sculture di bronzo di Francesco Terilli raffiguranti san Giovanni Battista ed il Redentore.
Sulla controfacciata si trovano due lunette: una di Paolo Piazza e l'altra di Pietro Muttoni. Alle storie della vita di Gesù sono dedicate le pale degli altari che sono di Francesco Bassano, della bottega di Paolo Veronese e di Domenico Tintoretto.

## Influenza
La chiesa dei Santi Pietro e Paolo di Villafranca di Verona è una "imitazione" della chiesa del Redentore.